# Кульпинский сельский округ
Кульпинский сельский округ — упразднённая административно-территориальная единица, существовавшая на территории Дмитровского района Московской области в 1994—2006 годах.
Кульпинский сельсовет был образован в первые годы советской власти. По данным 1918 года он входил в состав Обольяновской волости Дмитровского уезда Московской губернии.
В 1926 году Кульпинский с/с включал село деревни Киндяково, Костино, Кульпино, Ларионово и Пешково, сельхозартель Глухово и лесную сторожку Чальцево.
В 1929 году Кульпинский с/с был отнесён к Дмитровскому району Московского округа Московской области.
27 февраля 1935 года Кульпинский с/с был передан в Коммунистический район.
14 июня 1954 года к Кульпинскому с/с были присоединены Клусовский, Лукьяновский, Семёновский и Турбичевский с/с.
7 декабря 1957 года Коммунистический район был упразднён и Кульпинский с/с был возвращён передан в Дмитровский район.
20 августа 1960 года из Больше-Рогачёвского с/с в Кульпинский были переданы селения Аладьино, Бородино, Демьяново, Костюнино, Куракино, Маслово, Новосёлки, Романцево и Телешово.
1 февраля 1963 года Дмитровский район был упразднён и Кульпинский с/с вошёл в Дмитровский сельский район. 11 января 1965 года Кульпинский с/с был передан в восстановленный Дмитровский район.
30 октября 1986 года в Кульпинском с/с было упразднено селение Романцево.
3 февраля 1994 года Кульпинский с/с был преобразован в Кульпинский сельский округ.
В ходе муниципальной реформы 2004—2005 годов Кульпинский сельский округ прекратил своё существование как муниципальная единица. При этом все его населённые пункты были переданы в сельское поселение Синьковское.
29 ноября 2006 года Кульпинский сельский округ исключён из учётных данных административно-территориальных и территориальных единиц Московской области.